# العلاقات العراقية الإثيوبية
العلاقات العراقية الإثيوبية هي العلاقات الثنائية التي تجمع بين العراق وإثيوبيا.

## مقارنة بين البلدين
هذه مقارنة عامة ومرجعية للدولتين:
| وجه المقارنة                                              | العراق                       | إثيوبيا                        |
| --------------------------------------------------------- | ---------------------------- | ------------------------------ |
| المساحة (كم2)                                             | 437.07 ألف                   | 1.10 مليون                     |
| عدد السكان (نسمة)                                         | 38.27 مليون                  | 104.96 مليون                   |
| الكثافة السكانية (ن./كم²)                                 | 87.56                        | 95.42                          |
| العاصمة                                                   | بغداد                        | أديس أبابا                     |
| اللغة الرسمية                                             | اللغة العربية، اللغة الكردية | اللغة الأمهرية                 |
| العملة                                                    | دينار عراقي                  | بير إثيوبي                     |
| الناتج المحلي الإجمالي (بليون دولار)                      | 197.72 مليار                 | 80.56 مليار                    |
| الناتج المحلي الإجمالي (تعادل القوة الشرائية) بليون دولار | 560.73 مليار                 | 161.90 مليار                   |
| الناتج المحلي الإجمالي الاسمي للفرد دولار أمريكي          | 4.94 ألف                     | 619                            |
| الناتج المحلي الإجمالي للفرد دولار أمريكي                 | 15.06 ألف                    | 1.50 ألف                       |
| مؤشر التنمية البشرية                                      | 0.654                        | 0.442                          |
| رمز المكالمات الدولي                                      | +964                         | +251                           |
| رمز الإنترنت                                              | .iq                          | .et                            |
| المنطقة الزمنية                                           | ت ع م+03:00، ت ع م+04:00     | ت ع م+03:00، توقيت شرق أفريقيا |

## منظمات دولية مشتركة
يشترك البلدان في عضوية مجموعة من المنظمات الدولية، منها:
| علم المنظمة | اسم المنظمة                        | تاريخ انضمام العراق | تاريخ انضمام إثيوبيا |
| ----------- | ---------------------------------- | ------------------- | -------------------- |
|             | الاتحاد البريدي العالمي            | ?                   | ?                    |
|             | مؤسسة التنمية الدولية              | 29 ديسمبر 1960      | 11 أبريل 1961        |
|             | منظمة حظر الأسلحة الكيميائية       | ?                   | ?                    |
|             | الأمم المتحدة                      | 21 ديسمبر 1945      | 13 نوفمبر 1945       |
|             | وكالة ضمان الاستثمار متعدد الأطراف | 6 أكتوبر 2008       | 13 أغسطس 1991        |
|             | منظمة الشرطة الجنائية الدولية      | ?                   | ?                    |
|             | مؤسسة التمويل الدولية              | 27 ديسمبر 1956      | 20 يوليو 1956        |
|             | البنك الدولي للإنشاء والتعمير      | 27 ديسمبر 1945      | 27 ديسمبر 1945       |
|             | الاتحاد الدولي للاتصالات           | 12 نوفمبر 1928      | 20 فبراير 1932       |
|             | يونسكو                             | 21 أكتوبر 1948      | 1 يوليو 1955         |

## وصلات خارجية
- موقع وزارة الخارجية العراقية
- موقع وزارة الخارجية الإثيوبية